# Artémise pleurant Mausole
Artémise pleurant Mausole est un tableau de Giorgio Vasari, une peinture à l'huile sur panneau réalisée vers 1566, conservée au musée des Offices.

## Historique
Cette réalisation de Vasari  au sujet mythologique est un exemple de la variété des sujets abordés par le peintre (entre sacré et profane, antique et contemporain, mythologique et religieux).

## Iconographie
Artémise II, reine de Carie, est presque exclusivement représentée pleurant la perte de Mausole, son frère et mari, et s'apprêtant à boire ses cendres mélangées à de l'eau pour faire de son corps à elle, le tombeau vivant de son frère, donc accompagnée, dans le tableau, de son urne cinéraire.

## Description
Artémise, debout, enveloppée d'une robe à liserés dorés, vaporeuse, dévoilant ses jambes, la tête penchée soutenue par sa main droite, est représentée que la gauche du tableau dans une attitude pensive devant l'urne cinéraire de son mari, placée devant elle à droite. Le contenu de cette urne se répand goutte à goutte sur la pierre brute de son socle. Le sol pierreux en bas du cadre est complété en haut par la ramure verte d'un arbre surplombant la scène. Le fond laisse apercevoir la silhouette de pics montagneux.

## Analyse
Contrairement aux sujets sacrés de Vasari, très colorés, ce traitement-ci est tout en velouté, doré et camaïeu de bruns, seule la posture de la protagoniste invoque le premier maniérisme.